# Pierre François
Pierre François is een Belgische advocaat en voetbalbestuurder. Van 2003 tot 2012 was hij algemeen directeur van Standard Luik. In 2015 werd hij CEO van de Pro League tot 2022 wanneer hij door Lorin Parys werd opgevolgd.

## Biografie
In 1978 werd Pierre François advocaat aan de balie van Luik. Later ging hij ook lesgeven aan de hogeschool. Als advocaat kwam hij meermaals in contact met voetbalclub Standard Luik. François verdedigde de Rouches al 13 jaar in rechtszaken toen hij in 2002 werd hij aangekondigd als de opvolger van Alphonse Constantin, toenmalig algemeen directeur van de club. François nam de functie officieel op 1 januari 2003 over. Hij bleef ook actief als advocaat. Zo verdedigde François verscheidene spelers die voor de voetbalbond moesten verschijnen.
Evenals Luciano D'Onofrio werd François een van de sterke mannen in het bestuur van Standard. De club die zich zowel sportief als financieel in een dal bevond, klom in enkele jaren tijd terug naar de top van het Belgisch voetbal. Standard werd in 2008 en 2009 landskampioen en veroverde twee jaar later ook de beker. In 2011 stapte D'Onofrio uit de club en werd Roland Duchâtelet voorzitter. François was aanvankelijk een van de weinige overblijvers uit het vorige bestuur. Toch mocht ook hij in juni 2012 opstappen. De functie van algemeen directeur werd geschrapt.
Nadien werd hij auditeur en raadgever bij het Zwitserse Club Lausanne. In juni 2013 werd hij een bestuurslid bij de Brusselse tweedeklasser White Star. In december 2013 verliet hij de club. Enkele maanden later ging hij als algemeen directeur aan de slag bij reeksgenoot RAEC Mons. In februari 2015 werd de Henegouwse club failliet verklaard.
In april 2015 werd François de nieuwe CEO van de Pro League.